# NGC 28
NGC 28 ist eine elliptische Galaxie vom Hubble-Typ E1  im Sternbild Phönix am Südsternhimmel. Sie ist schätzungsweise 425 Millionen Lichtjahre von der Milchstraße entfernt und hat einen Durchmesser von etwa 115.000 Lichtjahren. Ob diese Galaxie wie ihr Nachbar NGC 25 ebenfalls ein Teil des Galaxienhaufens Abell 2731 ist, wird noch untersucht.

Im selben Himmelsareal befinden sich weiterhin u. a. die Galaxien NGC 25, NGC 31, NGC 37.
Das Objekt wurde am 28. Oktober 1834 von dem britischen Astronomen John Herschel entdeckt.